# Afrika-Cup 2012/Gruppe D
| Pl. | Land     | Sp. | S | U | N | Tore    | Diff. | Punkte |
| --- | -------- | --- | - | - | - | ------- | ----- | ------ |
| 1.  | Ghana    | 3   | 2 | 1 | 0 | 004:100 | +3    | 07     |
| 2.  | Mali     | 3   | 2 | 0 | 1 | 003:300 | ±0    | 06     |
| 3.  | Guinea   | 3   | 1 | 1 | 1 | 007:300 | +4    | 04     |
| 4.  | Botswana | 3   | 0 | 0 | 3 | 002:900 | −7    | 0      |

Der Artikel gibt Auskunft über die Spiele der Gruppe D beim Afrika-Cup 2012 in Äquatorialguinea und Gabun.

## Ghana – Botswana 1:0 (1:0)
| Ghana                                                              | Ghana | Botswana | Botswana |
| ------------------------------------------------------------------ | --- | --- | -------- |
| Ghana                                                              | \| 1. Spieltag \| \| 24. Januar 2012 um 17:00 Uhr in Franceville (Stade de Franceville) \| \| Schiedsrichter: Badara Diatta ( Senegal) \| | \| 1. Spieltag \| \| 24. Januar 2012 um 17:00 Uhr in Franceville (Stade de Franceville) \| \| Schiedsrichter: Badara Diatta ( Senegal) \| | Botswana |
| Ghana                                                              | Adam Larsen Kwarasey – John Paintsil, John Boye, John Mensah , Samuel Inkoom – Anthony Annan, Sulley Muntari (72. Jonathan Mensah), Emmanuel Agyemang Badu, Jordan Ayew (60. Masahudu Alhassan), André Ayew (88. Mohammed Abu) – Asamoah Gyan Cheftrainer: Goran Stevanović | Modiri Marumo – Tshepo Motlhabankwe, Ndiyapo Letsholathebe, Mompathi Thuma, Mosimanegape Ramohibidu – Ofentse Nato, Patrick Motsepe (61. Mogakolodi Ngele), Mogogi Gabonamong – Moemedi Moatlhaping, Phenyo Mongala, Jerome Ramatlhakwane Cheftrainer: Stanley Tshosane | Botswana |
| Ghana                                                              | 1:0 John Mensah (25.) | | Botswana |
| Ghana                                                              | Mompathi Thuma (78.), Ofentse Nato (90.+2') | | Botswana |
| Ghana                                                              | John Mensah (67.) | | Botswana |
| 1. Spieltag                                                        | | |          |
| 24. Januar 2012 um 17:00 Uhr in Franceville (Stade de Franceville) | | |          |
| Schiedsrichter: Badara Diatta ( Senegal)                           | | |          |

## Mali – Guinea 1:0 (1:0)
| Mali                                                               | Mali | Guinea | Guinea |
| ------------------------------------------------------------------ | --- | --- | ------ |
| Mali                                                               | \| 1. Spieltag \| \| 24. Januar 2012 um 20:00 Uhr in Franceville (Stade de Franceville) \| \| Schiedsrichter: Slim Jedidi ( Tunesien) \| | \| 1. Spieltag \| \| 24. Januar 2012 um 20:00 Uhr in Franceville (Stade de Franceville) \| \| Schiedsrichter: Slim Jedidi ( Tunesien) \| | Guinea |
| Mali                                                               | Soumbeyla Diakité – Drissa Diakité (86. Ousmane Coulibaly), Mahamadou N’Diaye, Cédric Kanté, Adama Tamboura – Seydou Keita , Samba Diakité (75. Samba Sow), Bakaye Traoré – Abdou Traoré, Modibo Maiga, Cheick Diabaté (64. Garra Dembélé) Cheftrainer: Alain Giresse | Naby Yattara – Thierno Bah, Dianbobo Baldé , Kamil Zayatte, Ibrahima Diallo – Habib Baldé (80. Sadio Diallo), Pascal Feindouno, Mamadou Bah – Alhassane Bangoura (58. Abdoul Razzagui Camara), Ibrahima Traoré, Ismaël Bangoura (62. Ousmane Barry) Cheftrainer: Michel Dussuyer | Guinea |
| Mali                                                               | 1:0 Bakaye Traoré (30.) | | Guinea |
| Mali                                                               | Samba Diakité (67.), Mahamadou N’Diaye (69.) | Mamadou Bah (12.), Ibrahima Diallo (39.) | Guinea |
| 1. Spieltag                                                        | | |        |
| 24. Januar 2012 um 20:00 Uhr in Franceville (Stade de Franceville) | | |        |
| Schiedsrichter: Slim Jedidi ( Tunesien)                            | | |        |

## Botswana – Guinea 1:6 (1:4)
| Botswana                                                           | Botswana | Guinea | Guinea |
| ------------------------------------------------------------------ | --- | --- | ------ |
| Botswana                                                           | \| 2. Spieltag \| \| 28. Januar 2012 um 17:00 Uhr in Franceville (Stade de Franceville) \| \| Schiedsrichter: Bouchaïb el-Ahrach ( Marokko) \| | \| 2. Spieltag \| \| 28. Januar 2012 um 17:00 Uhr in Franceville (Stade de Franceville) \| \| Schiedsrichter: Bouchaïb el-Ahrach ( Marokko) \| | Guinea |
| Botswana                                                           | Modiri Marumo – Tshepo Motlhabankwe, Ndiyapo Letsholathebe, Mompathi Thuma, Musa Ohilwe, Mogogi Gabonamong – Pontsho Moloi (46. Boitumelo Mafoko), Diphetogo Selolwane, Ofentse Nato (38. Patrick Motsepe) – Jerome Ramatlhakwane , Phenyo Mongala (72. Mogakolodi Ngele) Cheftrainer: Stanley Tshosane | Naby Yattara – Thierno Bah, Dianbobo Baldé, Kamil Zayatte , Ibrahima Diallo – Ibrahima Traoré (68. Alhassane Bangoura), Pascal Feindouno (64. Ibrahima Sory Conté), Mamadou Bah – Abdoul Razzagui Camara, Sadio Diallo (79. Naby Soumah), Ismaël Bangoura Cheftrainer: Michel Dussuyer | Guinea |
| Botswana                                                           | 1:1 Diphetogo Selolwane (23., Strafstoß) | 0:1 Sadio Diallo (15.) 1:2 Sadio Diallo (28.) 1:3 Abdoul Camara (42.) 1:4 Ibrahima Traoré (45.+3') 1:5 Mamadou Bah (84.) 1:6 Naby Soumah (87.) | Guinea |
| Botswana                                                           | Tshepo Motlhabankwe (29.), Musa Ohilwe (52.) | Naby Yattara (21.), Kamil Zayatte (23.) | Guinea |
| Botswana                                                           | Patrick Motsepe (45.+2') | | Guinea |
| 2. Spieltag                                                        | | |        |
| 28. Januar 2012 um 17:00 Uhr in Franceville (Stade de Franceville) | | |        |
| Schiedsrichter: Bouchaïb el-Ahrach ( Marokko)                      | | |        |

## Ghana – Mali 2:0 (0:0)
| Ghana                                                              | Ghana | Mali | Mali |
| ------------------------------------------------------------------ | --- | --- | ---- |
| Ghana                                                              | \| 2. Spieltag \| \| 28. Januar 2012 um 20:00 Uhr in Franceville (Stade de Franceville) \| \| Schiedsrichter: Djamel Haimoudi ( Algerien) \| | \| 2. Spieltag \| \| 28. Januar 2012 um 20:00 Uhr in Franceville (Stade de Franceville) \| \| Schiedsrichter: Djamel Haimoudi ( Algerien) \| | Mali |
| Ghana                                                              | Adam Larsen Kwarasey – John Paintsil, Jonathan Mensah, John Boye, Kwadwo Asamoah (89. Samuel Inkoom) – Anthony Annan, Emmanuel Agyemang Badu, André Ayew, Masahudu Alhassan, Sulley Muntari (59. Charles Takyi) – Asamoah Gyan Cheftrainer: Goran Stevanović | Soumbeyla Diakité – Drissa Diakité, Ousmane Berthé, Cédric Kanté, Adama Tamboura – Samba Diakité, Bakaye Traoré, Abdou Traoré (86. Samba Sow), Seydou Keita , Modibo Maïga (77. Mustapha Yatabaré) – Cheick Diabaté (65. Garra Dembélé) Cheftrainer: Alain Giresse | Mali |
| Ghana                                                              | 1:0 Asamoah Gyan (63.) 2:0 André Ayew (76.) | | Mali |
| Ghana                                                              | Jonathan Mensah (37.), John Paintsil (48.) | Seydou Keita (41.), Adama Tamboura (47.), Samba Diakité (53.), Bakaye Traoré (62.) | Mali |
| 2. Spieltag                                                        | | |      |
| 28. Januar 2012 um 20:00 Uhr in Franceville (Stade de Franceville) | | |      |
| Schiedsrichter: Djamel Haimoudi ( Algerien)                        | | |      |

## Botswana – Mali 1:2 (0:0)
| Botswana                                                      | Botswana | Mali | Mali |
| ------------------------------------------------------------- | --- | --- | ---- |
| Botswana                                                      | \| 3. Spieltag \| \| 1. Februar 2012 um 19:00 Uhr in Libreville (Stade d’Angondjé) \| \| Schiedsrichter: Khalid Abdel Rahman ( Sudan) \| | \| 3. Spieltag \| \| 1. Februar 2012 um 19:00 Uhr in Libreville (Stade d’Angondjé) \| \| Schiedsrichter: Khalid Abdel Rahman ( Sudan) \| | Mali |
| Botswana                                                      | Modiri Marumo – Mompathi Thuma , Ndiyapo Letsholathebe, Musa Ohilwe, Tshepo Motlhabankwe – Mogogi Gabonamong, Boitumelo Mafoko, Mogakolodi Ngele (87. Diphetogo Selolwane), Lemponye Tshireletso (81. Phenyo Mongala) – Moemedi Moatlhaping, Jerome Ramatlhakwane (87. Onalethata Tshekiso) Cheftrainer: Stanley Tshosane | Oumar Sissoko – Cédric Kanté , Adama Tamboura, Ousmane Berthé, Drissa Diakité (59. Ousmane Coulibaly) – Seydou Keita, Abdou Traoré (87. Mustapha Yatabaré), Bakaye Traoré, Samba Sow – Modibo Maïga, Garra Dembélé (73. Cheick Diabaté) Cheftrainer: Alain Giresse | Mali |
| Botswana                                                      | 1:0 Mogakolodi Ngele (50.) | 1:1 Garra Dembélé (56.) 1:2 Seydou Keita (75.) | Mali |
| Botswana                                                      | Tshepo Motlhabankwe (71.) | Samba Sow (63.) | Mali |
| 3. Spieltag                                                   | | |      |
| 1. Februar 2012 um 19:00 Uhr in Libreville (Stade d’Angondjé) | | |      |
| Schiedsrichter: Khalid Abdel Rahman ( Sudan)                  | | |      |

## Ghana – Guinea 1:1 (1:1)
| Ghana                                                              | Ghana | Guinea | Guinea |
| ------------------------------------------------------------------ | --- | --- | ------ |
| Ghana                                                              | \| 3. Spieltag \| \| 1. Februar 2012 um 19:00 Uhr in Franceville (Stade de Franceville) \| \| Schiedsrichter: Daniel Bennett ( Südafrika) \| | \| 3. Spieltag \| \| 1. Februar 2012 um 19:00 Uhr in Franceville (Stade de Franceville) \| \| Schiedsrichter: Daniel Bennett ( Südafrika) \| | Guinea |
| Ghana                                                              | Adam Larsen Kwarasey – John Paintsil , Isaac Vorsah, John Boye, Masahudu Alhassan, Samuel Inkoom – Anthony Annan (74. Derek Boateng), Kwadwo Asamoah, Emmanuel Agyemang Badu – Asamoah Gyan (72. Prince Tagoe), André Ayew (86. Charles Takyi) Cheftrainer: Goran Stevanović | Naby Yattara – Dianbobo Baldé, Kamil Zayatte , Ibrahima Diallo – Pascal Feindouno (73. Habib Baldé), Thierno Bah, Mamadou Bah, Ibrahima Traoré (74. Alhassane Bangoura) – Ismaël Bangoura (81. Naby Soumah), Abdoul Razzagui Camara, Sadio Diallo Cheftrainer: Michel Dussuyer | Guinea |
| Ghana                                                              | 1:0 Emmanuel Agyemang Badu (27.) | 1:1 Abdoul Camara (45.) | Guinea |
| Ghana                                                              | Masahudu Alhassan (2.) | Pascal Feindouno (20.), Mamadou Bah (49.), Kamil Zayatte (90.) | Guinea |
| Ghana                                                              | Mamadou Bah (69.) | | Guinea |
| 3. Spieltag                                                        | | |        |
| 1. Februar 2012 um 19:00 Uhr in Franceville (Stade de Franceville) | | |        |
| Schiedsrichter: Daniel Bennett ( Südafrika)                        | | |        |